# 模环乡
模环乡，是中华人民共和国浙江省衢州市龙游县下辖的一个乡镇级行政单位。

## 行政区划
模环乡下辖以下地区：
五都桥村、许家村、蛇塘坞村、上向塘村、刘家村、坞堪村、清塘村、西元村、王北斗村、大治村、模环村、新王村、姚西塘村、夏峰村、兰塘村、白马村、湖塘殿村、凤基坤村、琚家村、茶场新村、前江新村、士元村和虎龙村。